# 요시하마 료헤이
요시하마 료헤이(일본어: 吉濱 遼平, 1992년 10월 24일 ~ )는 일본의 축구 선수이다. 현재 캄보디아 C리그의 보에웅 켓 앙코르 FC에서 뛰고 있다.

## 구단 경력
그는 2012년부터 2022년까지 J리그의 쇼난 벨마레, 후쿠시마 유나이티드 FC, 더스파구사쓰 군마, FC 마치다 젤비아, 레노파 야마구치 FC, FC 기후에서 활동하였다.